# Aldeanueva del Camino
Aldeanueva del Camino es un municipio español, en la provincia de Cáceres, comunidad autónoma de Extremadura. Dentro de la provincia, forma parte administrativamente del partido judicial de Plasencia y de la mancomunidad integral del Valle del Ambroz. Desde el punto de vista de la geografía física, se ubica en el citado valle, hallándose el casco urbano junto a la orilla izquierda del río Ambroz y los extremos del municipio en las montañas que delimitan el valle.
El término municipal de Aldeanueva del Camino, con una extensión de 20,05 km², alberga una única entidad de población, que es el pueblo homónimo, con estatus formal de lugar. Según los datos oficiales del INE de 2021, el municipio tenía ese año una población de 729 habitantes, de los cuales 693 vivían en el propio pueblo. Su casco urbano dista poco más de un kilómetro del de Gargantilla, con el cual forma un conjunto habitado que supera el millar de habitantes.
El pueblo tiene su origen en la Antigua Roma, cuando se hizo pasar por esta zona el puerto de la Vía de la Plata sobre el Sistema Central. Tras despoblarse el asentamiento romano en época medieval, en la Reconquista la Vía de la Plata pasó a marcar la frontera entre el reino de León y el reino de Castilla; en la parte leonesa se fundó Aldeanueva del Camino como aldea de las tierras de Granadilla y en la parte castellana se fundó Casas de Aldeanueva como aldea de la tierra de Plasencia. El actual pueblo de Aldeanueva del Camino se fundó en 1834, al unificarse ambos núcleos en un solo municipio perteneciente al partido judicial de Granadilla.

## Símbolos
El escudo y la bandera de Aldeanueva fueron aprobados mediante la «Orden de 2 de junio de 1993, por la que se aprueba el Escudo Heráldico y Bandera Municipal, para el Ayuntamiento de Aldeanueva del Camino», publicada en el Diario Oficial de Extremadura el 15 de junio de 1993 y aprobada por el Consejero de Presidencia y Trabajo Joaquín Cuello, tras haber aprobado el ayuntamiento el proyecto el ayuntamiento el 30 de junio de 1992 y el 27 de abril de 1993, y haber recibido informe favorable del Consejo Asesor de Honores y Distinciones de la Junta de Extremadura el 24 de noviembre de 1992 y el 15 de febrero y 25 de mayo de 1993. El escudo se define oficialmente así:

Escudo cuartelado. Primero, de plata, león rampante, de púrpura. Segundo, de azur, puente, de oro. Tercero, de sinople, cotiza, de plata. Cuarto, de gules, castillo, de oro, mazonado de sable y aclarado de azur. Al timbre, corona real cerrada.

Por su parte, la bandera se define así:

Bandera rectangular, de proporciones 2/3, compuesta por una franja blanca diagonal del ángulo inferior del asta al superior del batiente, siendo el triángulo del asta rojo y amarillo el del batiente.

## Geografía física
Integrado en la comarca de Valle del Ambroz, se sitúa a 108 kilómetros de Cáceres. El término municipal está atravesado por la Autovía Ruta de la Plata (A-66) y por la carretera nacional N-630, entre los pK 436 y 442, además de por carreteras locales que permiten la comunicación con El Cerro, Gargantilla, Segura de Toro y Abadía. 

El relieve del municipio está definido por el valle del Ambroz y las montañas que lo limitan. El río Ambroz discurre entre Baños de Montemayor y Abadía, represando sus aguas en el embalse de Aldeanueva. Varios arroyos discurren también por el territorio procedentes de las montañas cercanas. La altitud oscila entre los 950 metros en la sierra de Cruces Altas, en el límite oriental, y los 430 metros en el límite con La Granja. El pueblo se alza a 523 metros sobre el nivel del mar. 
| Noroeste: Lagunilla (Salamanca) | Norte: El Cerro (Salamanca) | Noreste: Baños de Montemayor |
| Oeste: Abadía                   |                             | Este: Hervás                 |
| Suroeste: La Granja             | Sur: Segura de Toro         | Sureste: Gargantilla         |

## Historia

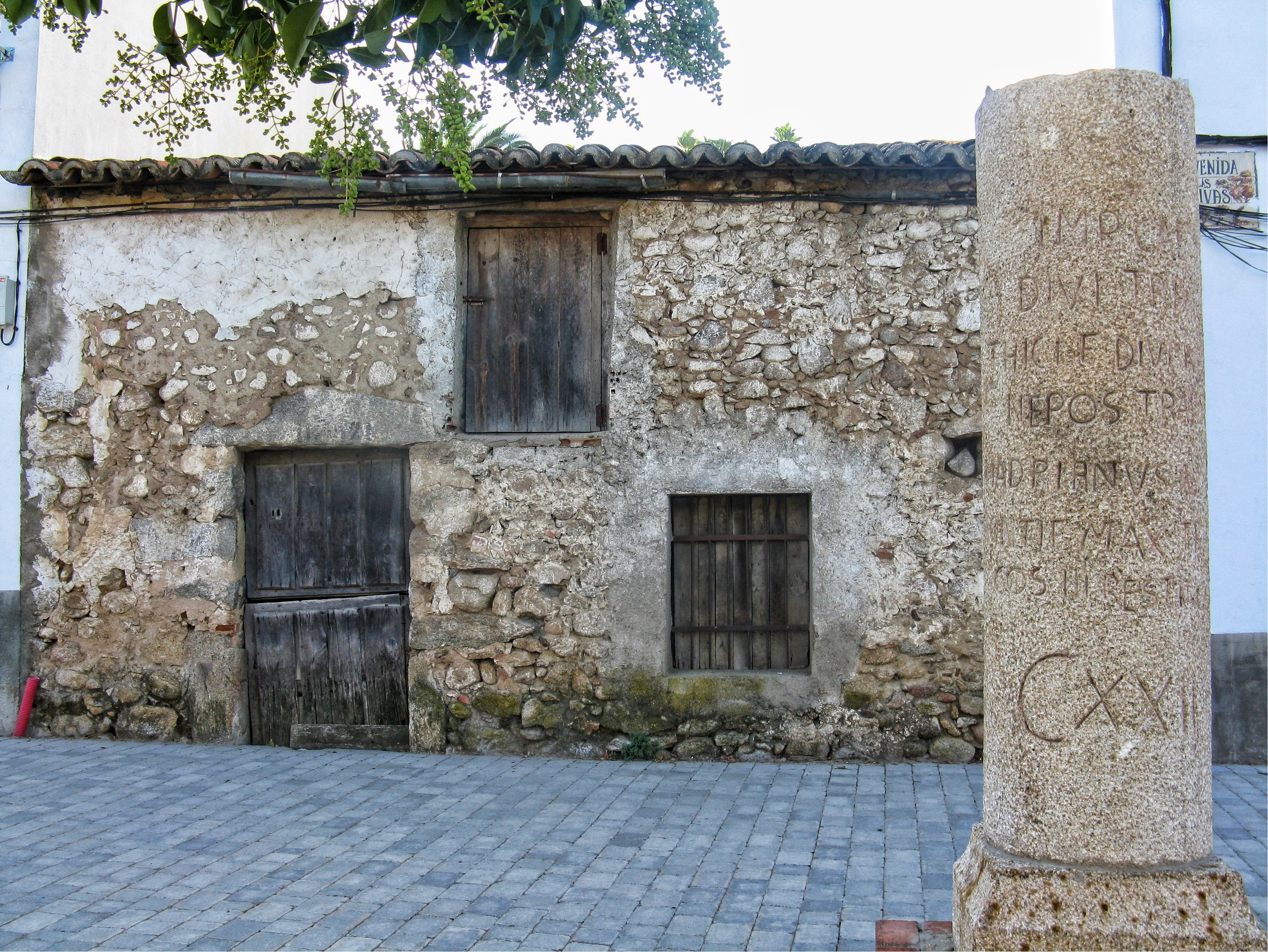
Casa típica y miliario en el cruce de la avenida de las Olivas con la carretera de la Estación.

### Época romana
La población de Aldeanueva del Camino comenzó siendo un campamento romano fundado por Cecilio Metelo. Al situarse en plena Vía de la Plata, los romanos encontraron un lugar para establecerse y descansar mientras llevaban sus reses y cargamentos de pueblo en pueblo aprovechando la ruta.
Los romanos dejaron en la actual Aldeanueva del Camino múltiples vestigios de su estancia, como puentes, de los cuales varios se conservan. También se encuentran en la población lápidas, inscripciones e incluso estelas prerromanas.

### Edad Media
Con la invasión musulmana de la península ibérica, Aldeanueva del Camino sufrió numerosos ataques, quedando entonces la población destruida y despoblada a partir del siglo VII y durante más de trescientos años, hasta que en 1160 Fernando II conquista Granadilla para el Reino de León, y Alfonso VIII hace lo propio con Plasencia en 1180 para el Reino de Castilla, reinos que marcarán la historia de la localidad en la Edad Media. La frontera entre ambos reinos, en la mitad septentrional de lo que actualmente es la provincia de Cáceres, quedó marcada por la Vía de la Plata, imposibilitando la repoblación de Aldeanueva del Camino como un pueblo unificado.
Tras la Reconquista, Aldeanueva del Camino fue repoblada como dos localidades separadas entre sí por la calzada romana, pasándose a llamar Casas de Aldeanueva la castellana y Aldeanueva del Camino la leonesa. La parte correspondiente inicialmente a Castilla quedó adscrita a la diócesis de Plasencia y fue entregada en lo civil a la tierra de Plasencia, siendo el pueblo más septentrional del área conocida como Trasierra de Plasencia. Por su parte, la parte que correspondía inicialmente a León quedó adscrita a la diócesis de Coria, donde Aldeanueva era una pedanía de la cercana villa de Granada.
En el siglo XV, la parte castellana estuvo a punto de quedar despoblada como consecuencia de la diferencia tributaria que, pese a la unificación de la Corona de Castilla, seguía manteniéndose entre los dos reinos. En el pago de la moneda forera que los pecheros debían hacer cada siete años, los castellanos debían pagar una cantidad mayor al no beneficiarse del derecho foral leonés; este hecho, unido a la desprotección jurídica frente a abusos que conllevaba la lejanía geográfica a Plasencia, motivó una queja a la reina consorte María de Aragón, esposa del rey Juan II de Castilla, que en aquel momento era señora de Plasencia. En respuesta, la reina consorte otorgó a la Aldeanueva castellana una Carta Puebla en 1438, en la que se concedían beneficios fiscales a quienes se asentasen en la zona placentina del pueblo.
A finales del siglo XV, tuvo lugar la gran expulsión de la comunidad judía aldeanovense, según se demuestra en documentos hallados de la época y en varios actos de la Inquisición, hallados en el Real Monasterio de Santa María de Guadalupe.

### Edad Moderna

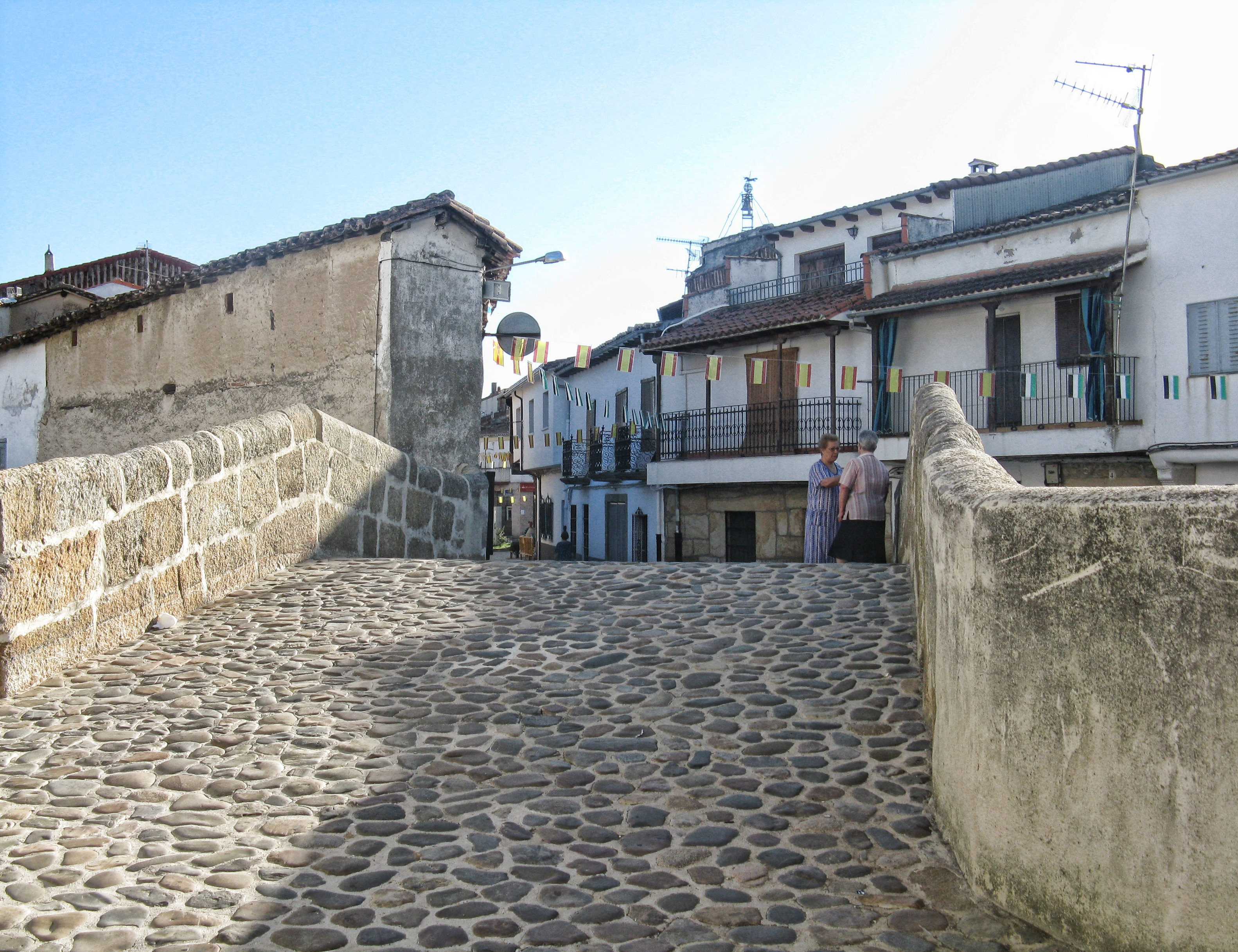
Puente sobre la Garganta de la Buitrera en la calle Severiano Masides

Según el censo de Pecheros de 1528, en la parte leonesa del pueblo vivían 102 pecheros, equivalente a unos cuatrocientos habitantes; en la parte castellana, los datos no están claros al haber una confusión en el censo con Aldeanueva del Campo, antigua aldea que se ubicaba en lo que actualmente es la dehesa boyal de Majadas de Tiétar. En el Censo de la Corona de Castilla de 1591, no hay datos de población de la parte leonesa de Aldeanueva al aparecer conjuntamente los pueblos del señorío de Granadilla; sin embargo,  la Aldeanueva castellana, en la que vivían 64 familias, aparece separada de Plasencia en el censo, probablemente debido a que se constituyó aquí un señorío.
En el Catastro de Ensenada de 1752, el pueblo seguía dividido en dos lugares separados, denominados "parte de arriba" y "parte de abajo", pero ambos lugares habían pasado ya entonces a la jurisdicción de la villa de Granada, al pertenecer ambas localidades a las tierras de los duques de Alba de Tormes. Debido a su ubicación sobre la Vía de la Plata, el pueblo comenzó a destacar como núcleo comercial con diversas tiendas de mercería y comestibles: el hecho más decisivo en este aspecto tuvo lugar a finales del siglo XVIII, cuando se le concedió el derecho a organizar un mercado todos los miércoles de noviembre, diciembre y enero, en el que destacaban las ventas de ganado porcino y vacuno.

### Edad Contemporánea
La población fue creciendo poco a poco, hasta que en 1802 y con motivo de la invasión francesa de la Guerra de la Independencia Española Aldeanueva fue camino obligado de los ejércitos contendientes, siendo incendiada y saqueada el 8 de abril de 1808 por las tropas francesas dirigidas por el mariscal André Masséna. Después de la batalla de Talavera, las tropas anglo-portuguesas regresaban a Portugal. El 1 de agosto de 1809, el general Robert Wilson, quien estaba en Baños de Montemayor, observa una columna de la 6.ª del cuerpo de Ney dirigido por Soult quien regresaba a Salamanca. El general Wilson decidió luchar para bloquear los franceses con dos compañías españolas mientras el teniente coronel Grant y la guardia avanzada se posicionaron en Aldeanueva del Camino. La vanguardia francesa dirigida por el general Lorcet encontró Wilson le 12 de agosto de 1809 y conquistó la posición durante los primeros enfrentamientos. Es la batalla del Puerto de Baños concluyéndose con la derrota de las tropas de Wilson.
Tras la caída del Antiguo Régimen, en la reforma territorial de 1834 se produjo la unificación administrativa del pueblo, que quedó integrado en el partido judicial de Granadilla de la provincia de Cáceres. Durante la primera guerra carlista, en 1835 el pueblo sufrió un cuarto de siglo después un nuevo incendio y masacre, ahora provocados por las tropas carlistas de Basilio Jara; en 1838, la Milicia Nacional de Aldeanueva del Camino participó en la batalla en la que los carlistas fueron derrotados en la ciudad de Béjar. El pueblo quedó definitivamente reconstruido en la década de 1840, datando de 1842 la primera casa consistorial unificada del nuevo municipio, que a mediados del siglo XIX tenía unos novecientos habitantes.

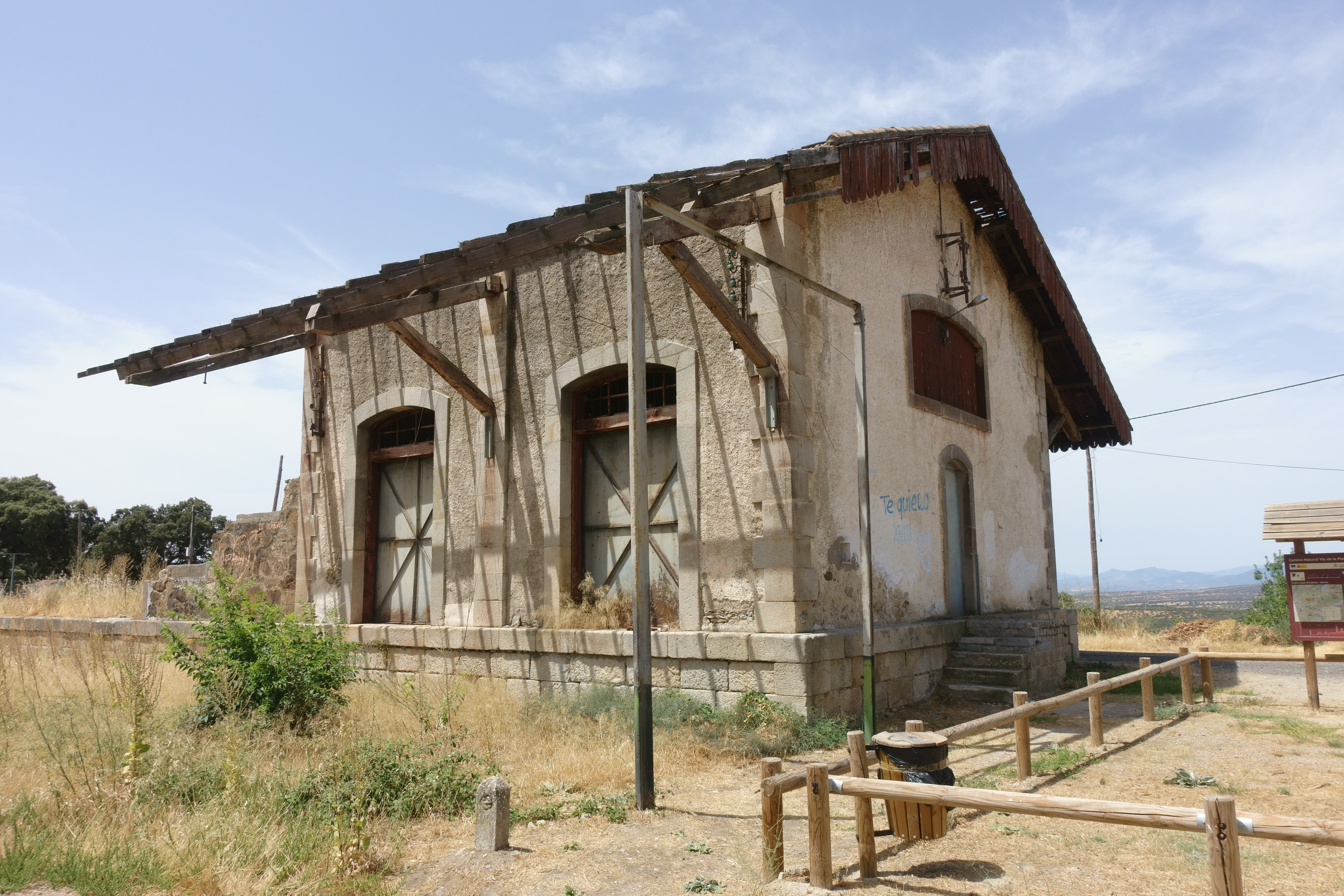
Ruinas de la estación de Aldeanueva del Camino

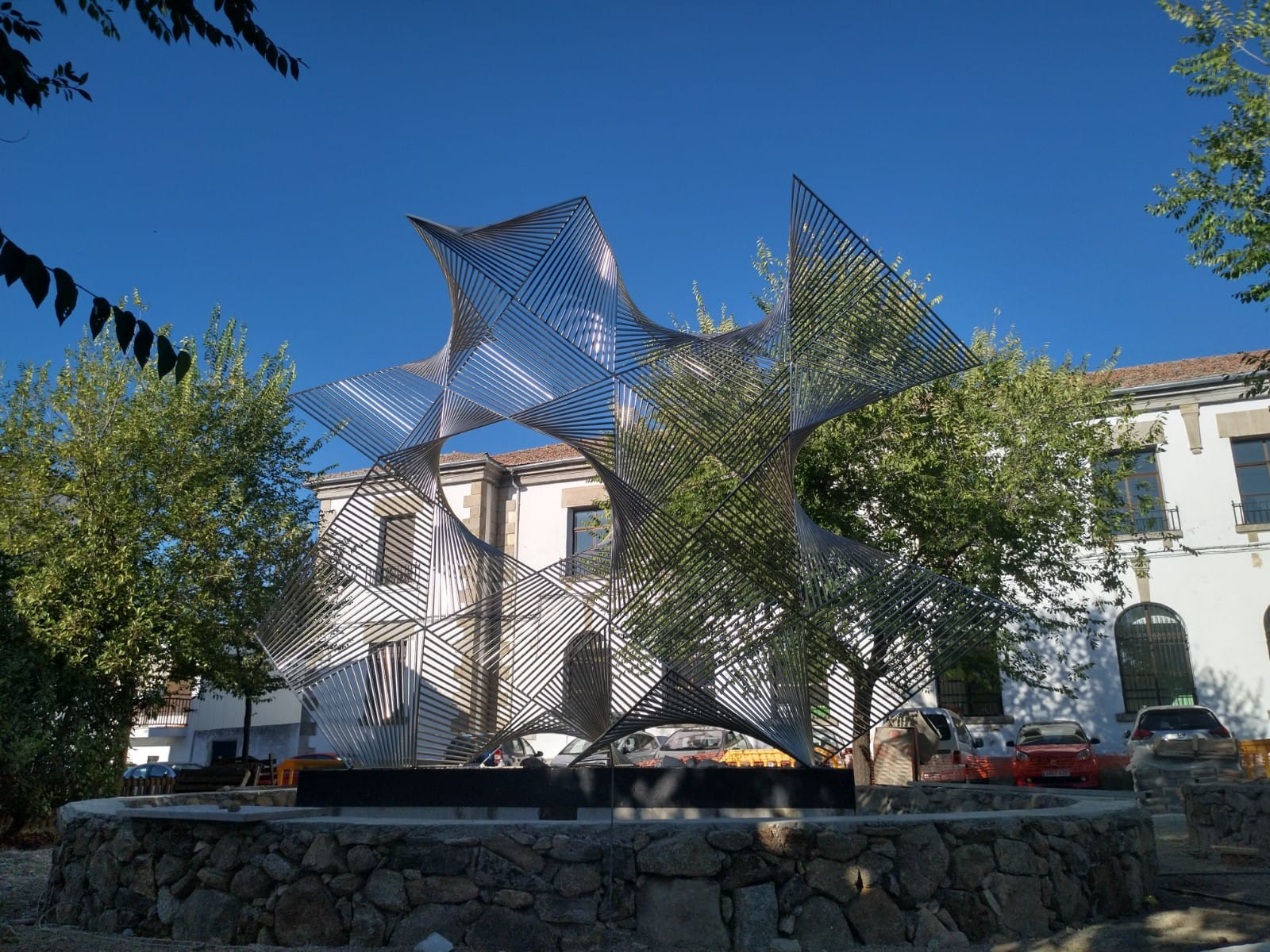
Escultura de Ángel Duarte visible en el casco urbano de Aldeanueva del Camino

En la segunda mitad del siglo XIX, se produjo en el pueblo un notable aumento de la población, que en la primera mitad del siglo XX rondaba los dos mil habitantes. Este gran crecimiento se debió principalmente al carácter comercial del pueblo y a sus buenas comunicaciones. A finales del siglo XIX, pasaba ya por aquí la carretera nacional N-630, mientras que la mayor parte de los pueblos de la provincia seguían conectados a través de caminos. A la carretera se sumó en 1893 la apertura del ferrocarril entre la estación de Monfragüe y la estación de Hervás, en cuyo recorrido se hallaba la estación de Aldeanueva del Camino; este tramo se integró en los años posteriores en la Línea Plasencia-Astorga. A todo esto se sumó que Aldeanueva del Camino era una de las localidades no veratas donde más desarrollada estaba a principios del siglo XX la producción del conocido pimentón de la Vera, al existir huertas de regadío en torno al río Ambroz. En 1881, tan solo dos años después de la aprobación de la Ley de Aguas, se aprobaron las Ordenanzas de los Regantes de Aldeanueva del Camino. En 1928, durante la dictadura de Primo de Rivera, los productores de pimentón de Aldeanueva del Camino participaron en las reuniones contra el real decreto que, a petición de los productores del pimentón de Murcia, estaba obligando a añadir aceite de oliva al pimentón; tras estas reuniones, que consiguieron la derogación del decreto, se formó en 1936 el Gremio Oficial de Exportadores de Pimiento Molido de la provincia de Cáceres, en el que se integraron los productores de Aldeanueva.
Hasta mediados del siglo XX, el pueblo seguía conservando un vestigio de su antigua división en dos por la Vía de la Plata: en Aldeanueva había dos parroquias católicas, una perteneciente a la diócesis de Coria y otra a la diócesis de Plasencia, situación que por el mismo motivo compartía el vecino municipio de Baños de Montemayor. El Concordato entre el Estado español y la Santa Sede de 1953 obligó a la modificación de los límites de las diócesis católicas españolas para evitar situaciones arcaicas, por lo que en 1959 se llegó a un acuerdo para ajustar los límites en el valle del Ambroz: Baños de Montemayor se integró totalmente en la diócesis de Plasencia y las dos iglesias parroquiales de Aldeanueva del Camino formaron una sola parroquia en la de Coria, ahora llamada diócesis de Coria-Cáceres por obligar el citado concordato a establecer una segunda sede episcopal en la capital provincial.
En la segunda mitad del siglo XX, Aldeanueva del Camino sufrió un fuerte éxodo rural en el que perdió casi dos tercios de su población. En esta época, las carreteras llegaron a casi todas las localidades españolas que todavía seguían comunicadas por caminos, por lo que se perdió la ventaja comercial que hasta entonces suponía ser un pueblo con carretera. Por su parte, el Instituto Nacional de Colonización desarrolló notablemente los regadíos en torno al río Alagón y río Tiétar, donde se extendió notablemente el cultivo de pimentón, que dejó de ser un oligopolio. A todo esto se sumó la desastrosa gestión que tuvo la red ferroviaria española a finales del siglo: la línea Plasencia-Astorga se cerró para los pasajeros en 1985 y para las mercancías en 1996, quedando abandonada la estación de Aldeanueva del Camino.
En el primer cuarto del siglo XXI se consiguió frenar el éxodo rural, estabilizándose la población de Aldeanueva en torno a algo más de setecientos habitantes. Aparte de la fama que el valle del Ambroz ha adquirido para el turismo rural, el gran motor de esta estabilización demográfica ha sido la construcción de la Autovía Ruta de la Plata: el tramo desde Puerto de Béjar se abrió en 2003, y el tramo hacia Villar de Plasencia se abrió en 2008. Al noreste del pueblo, junto al acceso a la nueva autovía, se ha ido construyendo en el primer cuarto del siglo XXI un pequeño polígono industrial con área de descanso.

## Demografía
Aldeanueva del Camino cuenta con una población de 704 habitantes (INE 2024).
| Gráfica de evolución demográfica de Aldeanueva del Camino entre 1842 y 2021                                         |
| |
| Población de derecho según los censos de población del INE Población de hecho según los censos de población del INE |

## Administración y política

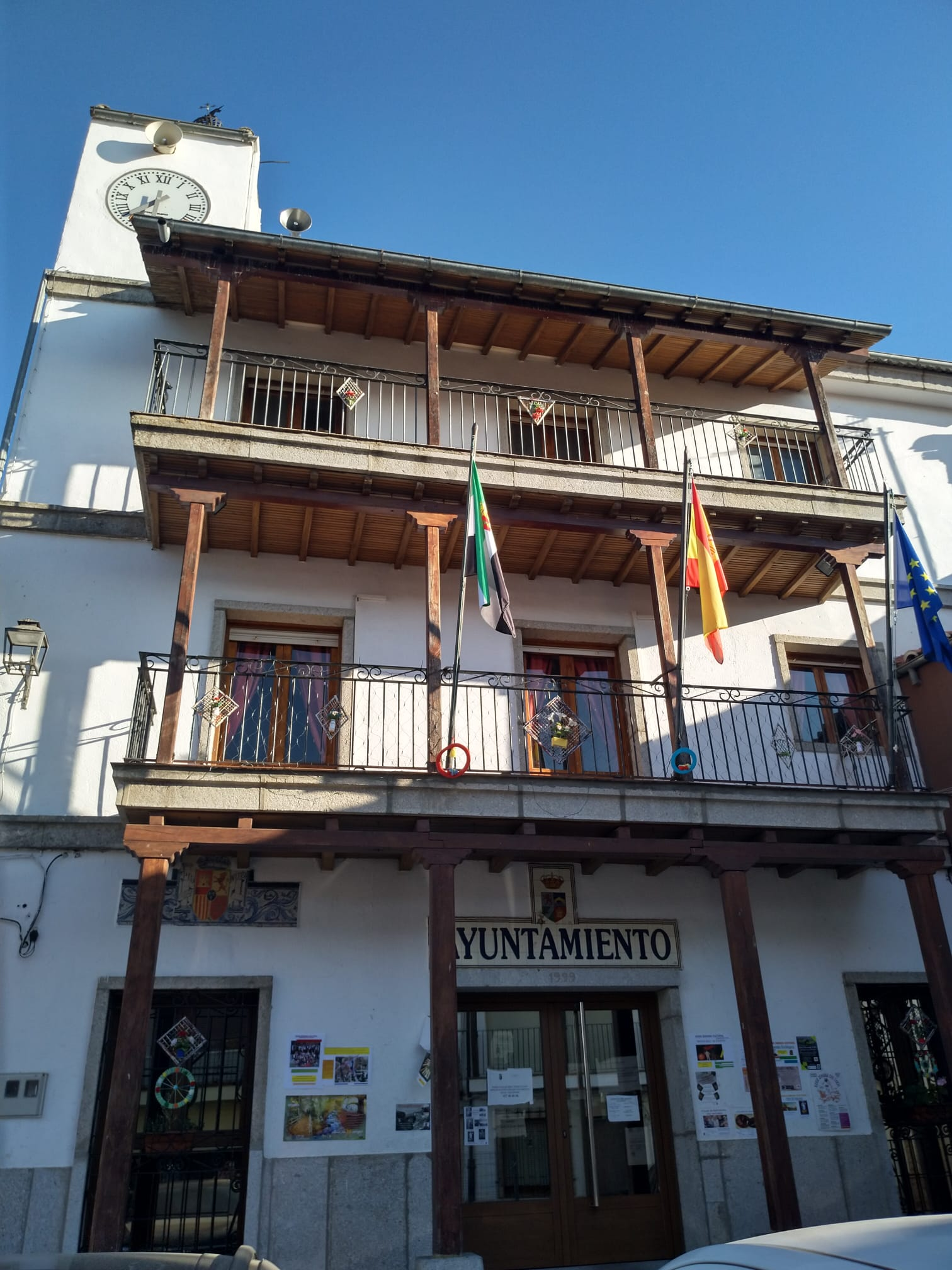
Casa consistorial de Aldeanueva del Camino

El Ayuntamiento de Aldeanueva del Camino tiene su casa consistorial en una plazuela ubicada en el cruce de la calle Severiano Masides con la calle de la Plata. Debido al pequeño tamaño del municipio y a la cercanía geográfica de numerosas localidades, gran parte de los servicios municipales están delegados a tres mancomunidades: Depuradora de Baños, que se encarga del abastecimiento de agua; la Mancomunidad para la Gestión Urbanística de los Municipios del Norte de Cáceres, que gestiona el urbanismo; y la mancomunidad integral del Valle del Ambroz, que gestiona otros numerosos servicios como dinamización deportiva o servicios sociales.
| Periodo   | Nombre                                | Partido       |
| --------- | ------------------------------------- | ------------- |
| 1979-1983 | José Antonio Vallejo Rodríguez        | UCD           |
| 1983-1987 | Manuel Alonso Pascual[cita requerida] | PSOE          |
| 1987-1991 | Ramón García Recio[cita requerida]    | Independiente |
| 1991-1995 | Félix García Iglesias[cita requerida] | PSOE          |
| 1995-1999 | Julio García Arroyo                   | PP            |
| 1999-2003 | Dionisio Castillejos Rodríguez        | PSOE          |
| 2003-2007 | Dionisio Castillejos Rodríguez        | PSOE          |
| 2007-2011 | Dionisio Castillejos Rodríguez        | PSOE          |
| 2011-2015 | Dionisio Castillejos Rodríguez        | PSOE          |
| 2015-2019 | María Teresa Herrero Rubio            | PSOE          |
| 2019-2023 | María Luisa Moreno Gómez              | PP            |
| 2023-act. | Ricardo García González               | PSOE          |

## Economía
- Pimentón: El municipio cubre una de las zonas de producción de Denominación de origen protegida del Pimentón de la Vera, y cuenta en 2020 con tres fabricantes D.O.P.[39]

## Transportes

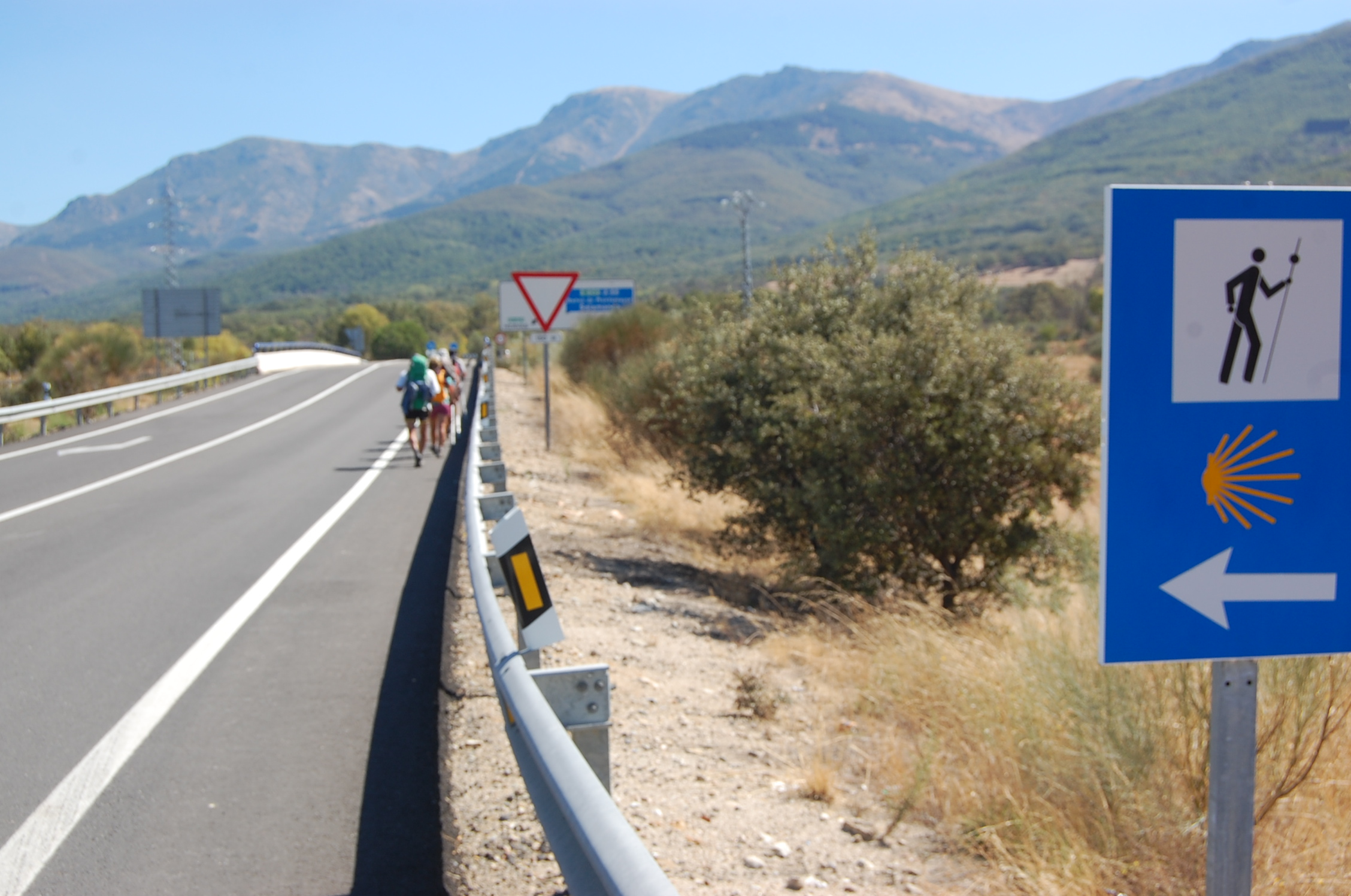
Peregrinos del Camino de Santiago de la Plata cruzando el puente de la N-630 sobre la A-66, al noreste de Aldeanueva del Camino.

La Autovía Ruta de la Plata, uno de los principales ejes de comunicaciones del país, atraviesa el municipio de noreste a suroeste y pasa junto al pueblo. Se accede a Aldeanueva desde la autovía por la misma salida que al lado contrario lleva a Hervás, estando el casco urbano de Aldeanueva unido a la autovía por la vía secundaria N-630, que forma la avenida principal del pueblo con el nombre de "calle Gabriel y Galán".
En la entrada suroccidental del casco urbano, junto al polideportivo municipal, salen de la N-630 las carreteras CC-168 (al oeste hacia Abadía) y CC-58 (al sur hacia Segura de Toro); ambas son carreteras provinciales sin arcén pero con separación de carriles. A Gargantilla, pueblo situado a poco más de un kilómetro de Aldeanueva al otro lado de la autovía, puede accederse a través de un desvío de la CC-58 llamado CC-68, o directamente por un camino rural encementado que sale al sur de la iglesia de Nuestra Señora del Olmo y pasa por un túnel bajo la autovía. Al norte del pueblo sale un camino rural asfaltado que lleva a Valdelamatanza.
Al suroeste del pueblo se conservan las ruinas de la estación de Aldeanueva del Camino, parada de ferrocarril de la línea Plasencia-Astorga entre la estación de Hervás y la estación de Casas del Monte, que estuvo en servicio entre 1893 y 1985, con mercancías hasta 1996. Actualmente, para el transporte público de viajeros hay una parada de autobús, con una marquesina junto al parque del mercado y otra a escasos metros sobre la N-630.

## Servicios públicos

### Educación
El pueblo cuenta con un colegio público de infantil y primaria, que está administrativamente integrado en el CRA Vía de la Plata de Baños de Montemayor. La educación secundaria puede estudiarse en el IES Valle de Ambroz de Hervás.

### Sanidad
Es sede de una zona de salud en el área de salud de Plasencia. A esta zona de salud pertenecen los municipios de Abadía, Casas del Monte, Gargantilla, La Granja, Segura de Toro y Zarza de Granadilla, además de dar servicio a la vecina localidad salmantina de Valdelamatanza, que por convenio interautonómico pertenece al Servicio Extremeño de Salud. El centro de salud de la zona se halla en la plaza del Rodeo. Junto al centro de salud hay una farmacia, que coordina sus turnos de guardia con las farmacias de las zonas de salud de Aldeanueva y Hervás.

## Patrimonio

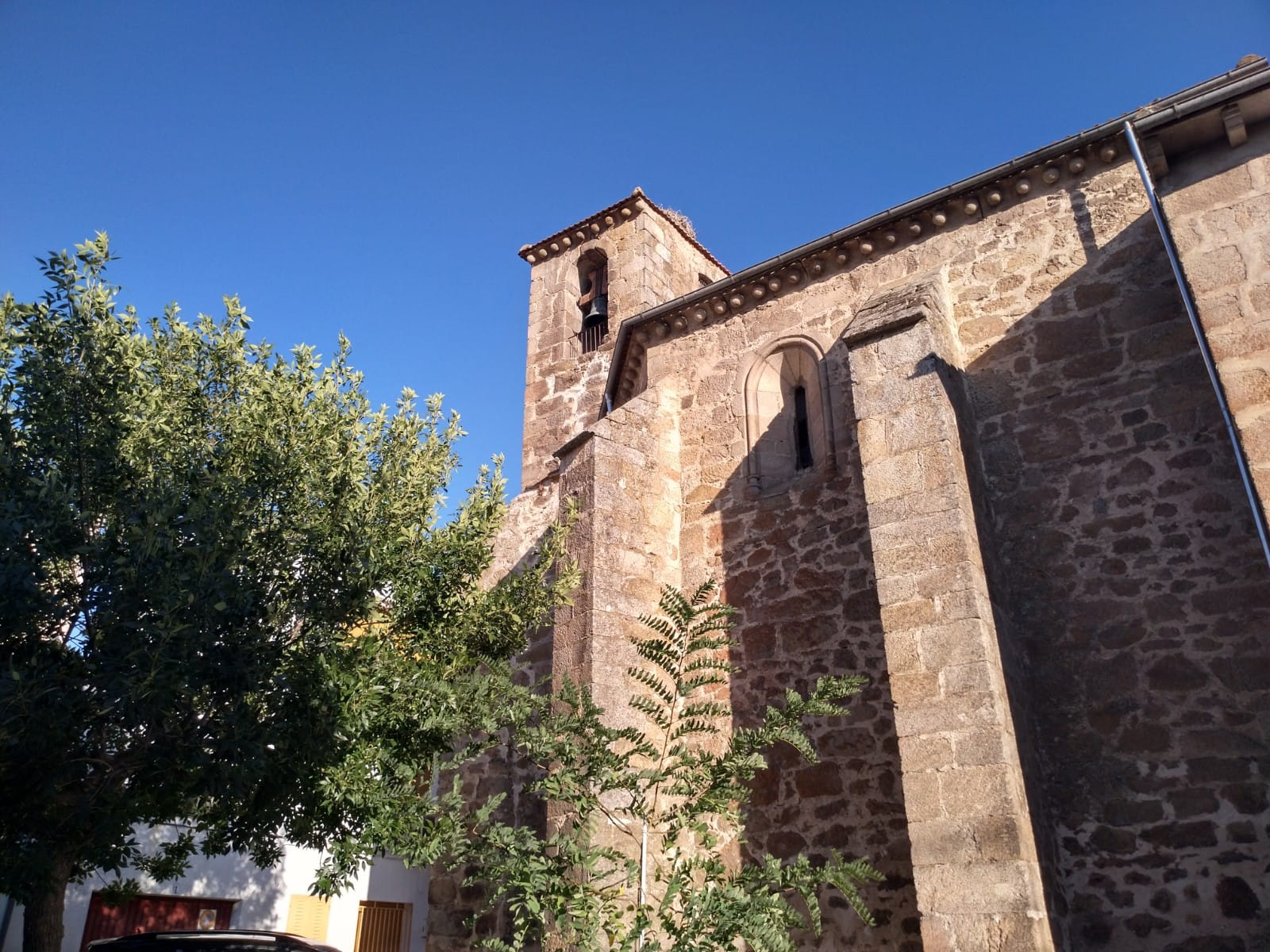
Cabecera de la iglesia de Nuestra Señora del Olmo

El patrimonio de Aldeanueva del Camino es muy valioso. Su calle principal debe su origen a la Vía de la Plata, perdida entre el suelo de esta calle. Los puentes alrededor de esta vía son el mejor ejemplo de la importancia romana en el municipio.
Aparte de su legado romano, posee calles de gran belleza, con logros en fachadas, en plazas y en fuentes. Sus dos iglesias parroquiales (bajo las advocaciones de Nuestra Señora del Olmo y de San Servando, nos muestran la división que mantuvo el pueblo durante varios siglos, perteneciendo cada una de ellas a una diócesis diferente hasta 1959 (Nuestra Señora del Olmo pertenecía a la diócesis de Plasencia), con una historia marcada por esta situación. En la actualidad ambas están cargo del mismo párroco y pertenecen a la diócesis de Coria-Cáceres.
En el 2019, se decidió trasladar la obra "E.4.A.I.B." del escultor español nacido en Aldeanueva del Camino Ángel Duarte desde la autopista A-66 hacia el centro urbano del municipio (plaza Eduardo Rubio).
Se conservan los edificios de la antigua estación de tren de Aldeanueva del Camino, construida sobre la línea férrea de la vía de la Plata a partir de 1890 e impulsora de sectores económicos (como los muebles, toneles de vino, castañas y fruta). Esta línea se quedó fuera de servicio a partir de 1985. Este punto forma parte del Camino Natural Vía de la Plata entre los municipios cacereños de Casas del Monte y Hervás. Ese mismo tramo es parte integrante de la ruta ciclista transeuropea EuroVelo 1.

Su patrimonio natural es enriquecedor, con un entorno desde el que se divisa la grandiosidad de las montañas por un lado y la belleza de la dehesa extremeña por el otro. Cabe destacar el Alcornoque de la Fresneda de cerca de quinientos años de edad, árbol de 20 metros de altura y una circunferencia a 1,30 metro de casi 7 metros. Este árbol, declarado como Árbol Singular de Extremadura, es el más grande de toda la comunidad autónoma.

## Cultura

### Fiestas locales

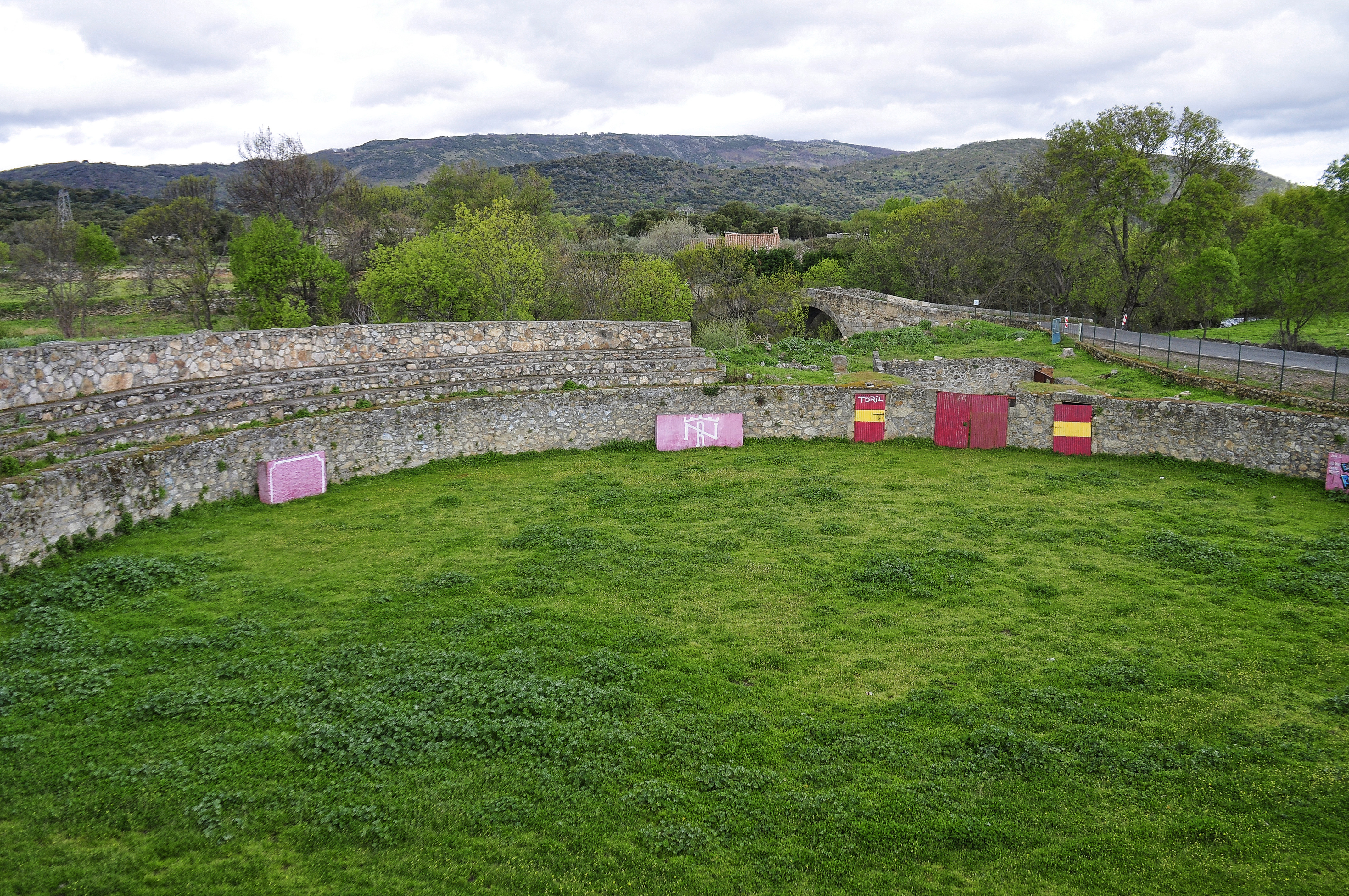
Plaza de toros de Aldeanueva del Camino, con puente sobre el río Ambroz al fondo

En Aldeanueva del Camino se celebran las siguientes fiestas:
- San Blas, del 3 al 5 de febrero. Durante estas fiestas invernales, es tradición que los aldeanovenses protejan sus cuellos con las cintas de San Blas (abogado de los problemas de garganta). La mañana del día 3 comienza temprano al son del tamborilero, quien recorre el pueblo acompañado de cabezudos. A las 12 de la mañana el Santo patrón es sacado en procesión en medio de un estruendo de cohetes, cantares de los fieles y al son del tamboril. Después de celebrar la Santa Misa los aldeanos son invitados a participar en la degustación de ponche y dulces típicos, para continuar después la jornada festiva en los números bares de la localidad.
- Romería. Durante el segundo sábado del mes de mayo tiene lugar una tradicional romería en unión con la vecina población Valdelamatanza. Dedicada a la virgen del rosario, ambas poblaciones llevan a cabo una procesión con sus respectivas imágenes, sirviendo el paraje de «Las Peñas Juanito» como punto de encuentro.
- Semana cultural, durante la semana del 15 de agosto. Esta semana de actividades culturales se viene celebrando desde el año 1983, siendo una iniciativa del entonces alcalde Manuel Alonso Pascual.
- Natividad de Nuestra Señora, del 8 al 10 de septiembre.

### Instalaciones culturales
- Un salón multiusos municipal y una biblioteca pública municipal. C/ Gabriel y Galán, s/n.[54]

### Deporte
- Un pabellón polideportivo municipal y una pista de pádel. C/ Las Olivas (campo de fútbol).